# Abdisalam Ibrahim
Abdisalam Abdulkadir Ibrahim (Mogadiscio, Somalia, 1 de mayo de 1991) es un futbolista somalí naturalizado noruego. Juega de volante y su actual equipo es el Pafos FC de la Primera División de Chipre.

## Selección nacional
Ha sido internacional con la selección de fútbol de Noruega en 2 ocasiones.

## Clubes
| Club                       | País         | Año       |
| -------------------------- | ------------ | --------- |
| Fjellhamar FK              | Noruega      | 2006-2007 |
| Manchester City            | Inglaterra   | 2007-2014 |
| Scunthorpe United (cedido) | Inglaterra   | 2011      |
| NEC Nijmegen (cedido)      | Países Bajos | 2011-2012 |
| Strømsgodset IF (cedido)   | Noruega      | 2012-2013 |
| Olympiacos F.C.            | Grecia       | 2014-2015 |
| Ergotelis (cedido)         | Grecia       | 2014      |
| Veria F C                  | Grecia       | 2015-2016 |
| Viking FK                  | Noruega      | 2016-2017 |
| Vålerenga Fotball          | Noruega      | 2017-2019 |
| Pafos FC                   | Chipre       | 2019-     |

## Palmarés

### Campeonatos nacionales
| Título          | Club            | País       | Año     |
| --------------- | --------------- | ---------- | ------- |
| Copa FA Juvenil | Manchester City | Inglaterra | 2008-09 |